# تولغا أوزجن
تولغا أوزجن (بالتركية: Tolga Özgen)‏ هو لاعب كرة قدم تركي في مركز حراسة المرمى، ولد في 28 فبراير 1980 في أنقرة في تركيا. شارك مع منتخب تركيا ب لكرة القدم ‏. أما مع النوادي، فقد لعب مع أضنة دمير سبور وإسطنبول باشاكشهير وغازي عنتاب إف كيه وغيرسون سبور ومعمورة العزيز سبور ونادي قاسم باشا.

## وصلات خارجية
- تولغا أوزجن على موقع اتحاد تركيا (لاعب) (الإنجليزية)
- تولغا أوزجن على موقع قاعدة بيانات كرة القدم.إي يو (الإنجليزية)
- تولغا أوزجن على موقع عالم كرة القدم.نت (الإنجليزية)